# Tomas Vinterheden
Alf Tomas Martin Vinterheden, född 27 oktober 1978 i Stockholm, är en svensk barnskådespelare och bibliotekarie. Han är verksam som språkgranskare på Satura AB, som ägs av hans mor. Han har även utgivit en bok på detta förlag.

## Filmografi (urval)
- 1985 – August Strindberg: Ett liv (TV)
- 1987 – Blinka lilla stjärna